# Süreyya Ayhan
Süreyya Ayhan Kop (Korgun - Çankırı, 6 de setembro de 1978) é uma antiga atleta turca especialista na prova de 1500 metros. Em novembro de 2009, foi banida para sempre das pistas pelo Tribunal Arbitral do Desporto (TAS) por não ter comparecido a um teste de análise antidopagem.
Ayhan já havia acusado a presença de anabolizantes (estanozolol e metabolitos de metandienona) em 2007, mas tinha recorrido da sentença em 2008. Na mesma altura, o seu marido e treinador, Yucel Kop, foi suspenso por dois anos.
Antes, a atleta tinha-se sagrado campeã da Europa em 2002 na prova de 1500 metros e vice-campeã mundial no ano seguinte.